# Panagia Eleousa (Pano Panagia)

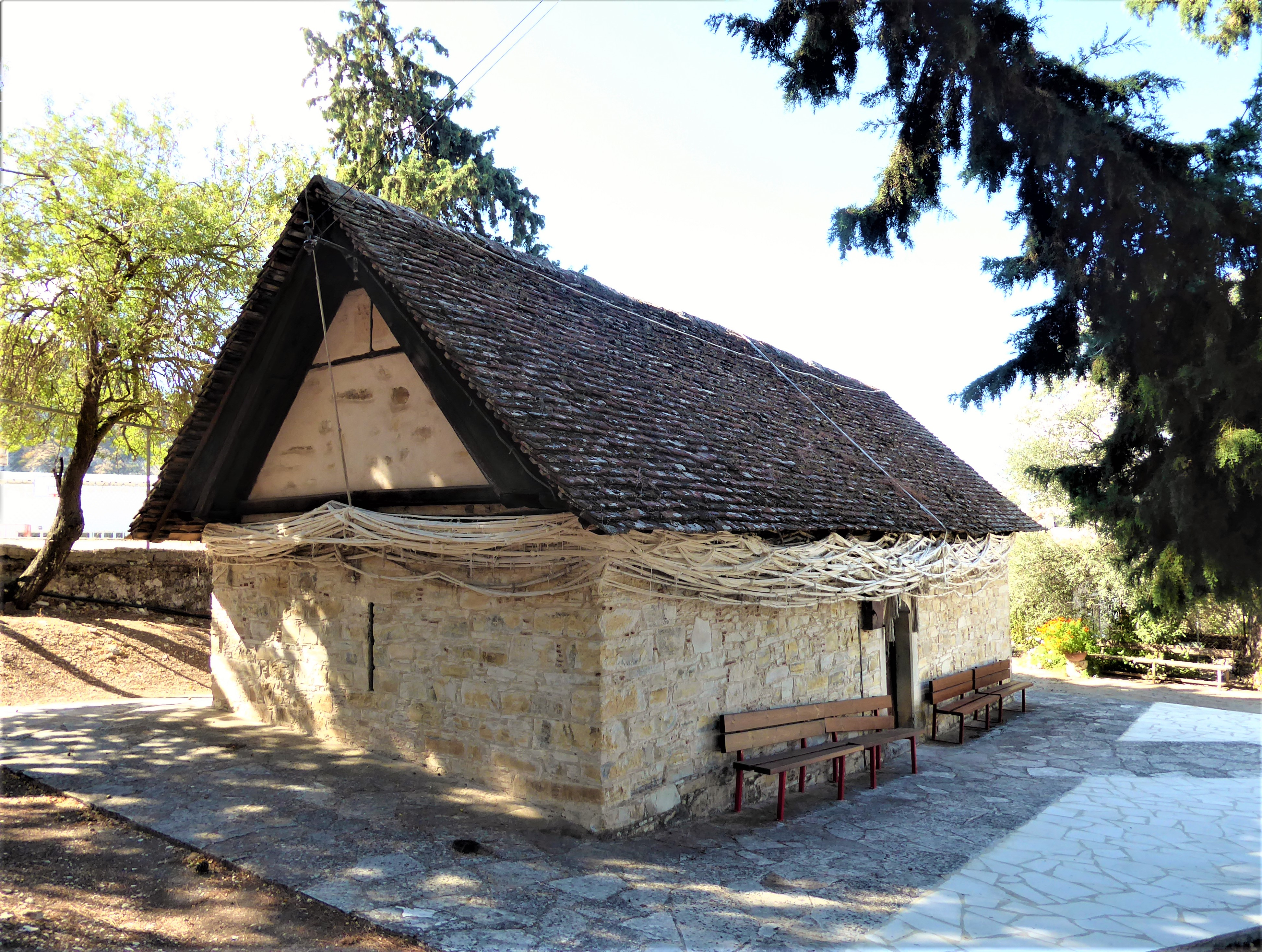
Die Kirche Panagia Eleousa

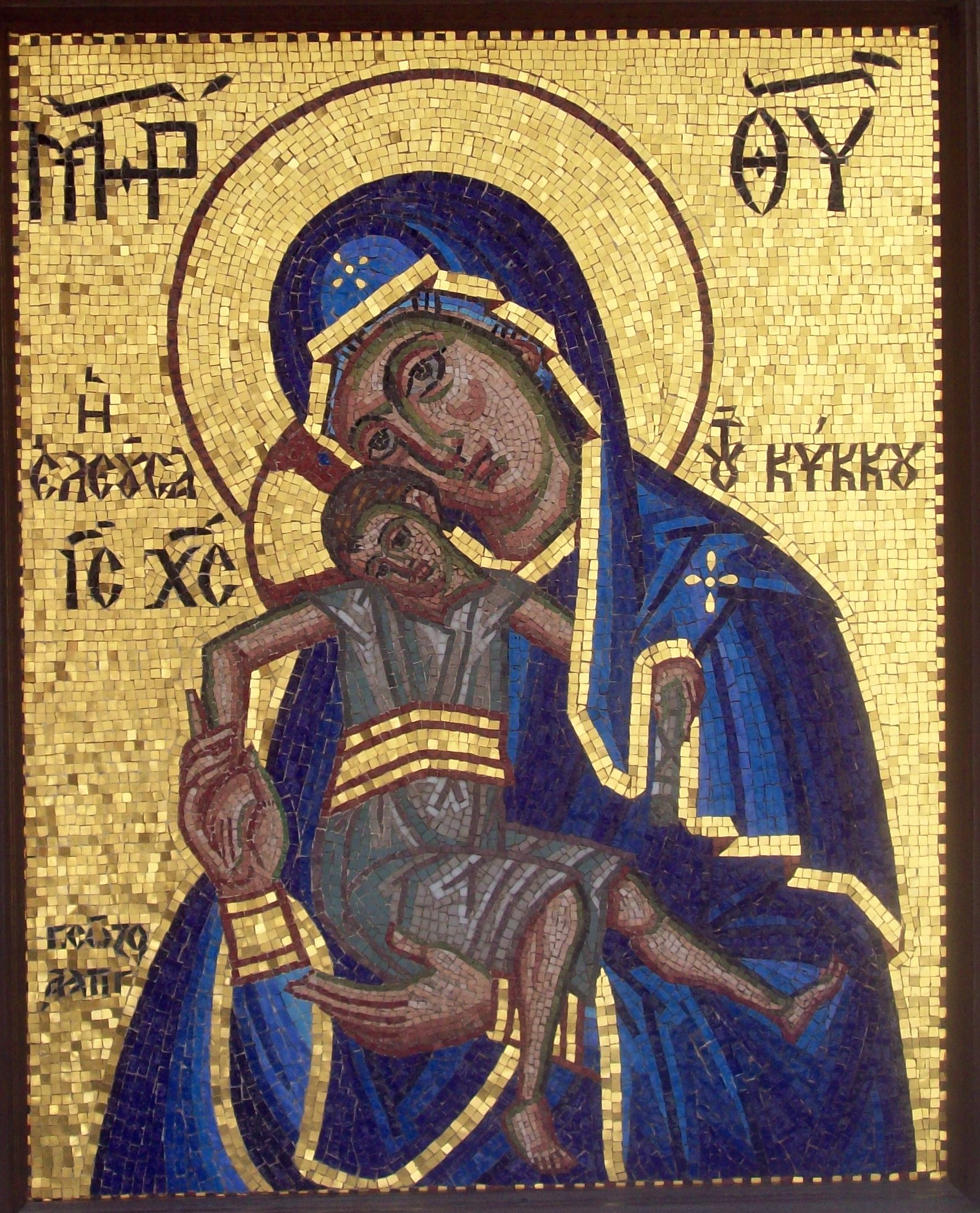
Die Eleousa von Kykkos

Die Panagia Eleousa (griechisch Παναγία Ελεούσα) ist ein zyprisch-orthodoxes Kirchengebäude in der kleinen Ortschaft Pano Panagia im Bezirk Paphos an den südwestlichen Ausläufern des Troodos-Gebirges auf Zypern. Das Gotteshaus ist an Festtagen noch im Gebrauch, befindet sich jedoch im Besitz des Archäologischen Museums Zyperns. 

## Beschreibung
Die Panagia Eleousa entstand im 14. Jahrhundert als eine der typischen Scheunendachkirchen im Gebiet des Troodos-Gebirges. Sie ist der Eleousa von Kykkos gewidmet, des im Kloster Kykkos verehrten Wunderbilds der Elousa, der Jungfrau Maria als Erbarmerin. Der einschiffige Saalbau ist 12 Meter lang und 5 Meter breit und schließt im Osten gerade ohne Apsis. In der Chorwand findet sich lediglich eine schmale Fensteröffnung. Der örtlichen Tradition nach soll die Jungfrau den Dorfbewohnern in Zeiten von Epidemien erschienen sein. Um daran zu erinnern, wird die Kirche bis heute mit Baumwollschnüren umwickelt. Dies ist ein in der Volksfrömmigkeit Zyperns verbreiteter Brauch, der Unheil und böse Geister abwehren soll.